# Bohuslav Bubník
Bohuslav Bubník (22. dubna 1918 Mělník – 15. března 2012) byl člen sokolského druhého odboje, občanský aktivista a funkcionář Sokola. V říjnu 2008 mu prezident republiky Václav Klaus propůjčil Řád Tomáše Garrigua Masaryka II. třídy mimo jiné „za poskytnutí pomoci parašutistům ze skupiny Anthropoid“.

## Osobní život
Po složení maturity na Vyšší ovocnicko-vinařské škole v rodném Mělníku pokračoval na pražské Vysoké škole zemědělského a lesního inženýrství, kde ho v březnu 1939 zastihla nacistická okupace a následné uzavření vysokých škol. Studium dokončil kvůli represivnímu komunistickému režimu až v 60. letech.
Od dětství cvičil v Sokole, jenž byl za druhé světové války rozpuštěn. Kontakty, které v organizaci získal jej v roce 1941 dovedly k odbojové činnosti, včetně podpory parašutistických skupin vyslaných z Anglie. Za heydrichiády byl v červenci 1942 jeden měsíc vězněn. Poté, do konce války, operoval v odbojové skupině MVDr. Františka Erbana především na území Kokořínského dolu a Mělnicka. V roce 1945 se aktivně podílel na Květnovém povstání.
Po znovuobnovení Sokola působil od roku 1990 jako první starosta župy Barákovy v Praze, stejně tak vykonával funkci předsedy základní organizace Československého svazu bojovníků za svobodu v Mělníku.